# Bjurakan
Bjurakan – wieś w Armenii, w prowincji Aragacotn. W 2011 roku liczyła 4345 mieszkańców. We wsi znajduje się Biurakańskie Obserwatorium Astrofizyczne.